# Ella Ø
Ella Ø – niezamieszkana wyspa u wschodnich wybrzeży Grenlandii położona na Morzu Grenlandzkim. Powierzchnia wyspy wynosi 143,6 km², a długość jej linii brzegowej to 59,6 km.